# Astorga (tiểu vùng)
Astorga là một tiểu vùng thuộc bang Paraná, Brasil. Tiều vùng này có diện tích 5117 km², dân số năm 2007 là 173292 người.